# Sun Ra Arkestra
The Sun Ra Arkestra es un grupo de jazz estadounidense formado a mediados de la década de 1950 y dirigido por el teclista y compositor Sun Ra hasta su muerte en 1993. El grupo es considerado un pionero del afrofuturismo.   A partir de 2022, está dirigido por el saxofonista Marshall Allen, un miembro desde 1958, que cuenta con el apoyo de más de una docena de músicos más. 

## Historia
La banda tiene su sede en una casa adosada en el barrio Germantown de Filadelfia. El saxofonista y actual líder Marshall Allen ha vivido y trabajado en la casa desde 1968. 
En 1976, Vincent Chancey, un trompetista de jazz estadounidense, se unió al grupo. 
En 1993, Allen se convirtió en el líder después de la muerte de Sun Ra. 
En 1999, lanzó el álbum de estudio, A Song for the Sun. 
En 2009, el Instituto de Arte Contemporáneo de Filadelfia organizó una exposición de la historia y el arte del grupo. 
En 2012 se unió al grupo Tara Middleton, violinista y vocalista.  
En 2017, abrió para Solange en su gira de promoción de su álbum de 2016, A Seat at the Table. 
En 2019, tuvo una actuación importante en el Hollywood Theatre de Portland, Oregón. 
En octubre de 2020, lanzó Swirling, el primer álbum que la banda lanzó en 20 años.   La banda grabó el álbum en Rittenhouse Soundworks de Filadelfia y fue lanzado en Strut Records.  El álbum incluye la primera grabación de la canción "Darkness" de Sun Ra. 

## Estilo e influencias
El grupo se basa en una variedad de géneros musicales: swing, rock 'n' roll, blues de Chicago, improvisación y electrónica. 
Cuando actúa, los miembros de la banda visten capas llamativas y tocados de lentejuelas.  

## Discografía
Álbumes de estudio
- A Song of the Sun (1999)
- Swirling (2020)
- Living Sky (2022)[7]

Álbumes en vivo
- Babylon Live (In + Out Records/2015)[8]